# Seznam sídel v Chorvatsku, H
Toto je seznam sídel v Chorvatsku začínajících na písmeno H.
| Název                 | Typ     | Župa                     | Město/ opčina        | Počet obyvatel (2001/2011) |
| --------------------- | ------- | ------------------------ | -------------------- | -------------------------- |
| Habjanovac            | vesnice | Záhřebská                | Dubrava              | 200                        |
| Habjanovci            | vesnice | Osijecko-baranjská       | Bizovac              | 468                        |
| Hađer                 | vesnice | Sisacko-moslavinská      | Glina                | 71                         |
| Haganj                | vesnice | Záhřebská                | Gradec               | 534                        |
| Hajdine               | vesnice | Přímořsko-gorskokotarská | Vrbovsko             | 75                         |
| Hajtić                | vesnice | Sisacko-moslavinská      | Glina                | 45                         |
| Hambarište            | vesnice | Přímořsko-gorskokotarská | Vrbovsko             | 39                         |
| Hampovica             | vesnice | Koprivnicko-križevecká   | Virje                | 268                        |
| Harina Zlaka          | vesnice | Krapinsko-zagorská       | Zagorska Sela        | 62                         |
| Harkanovci            | vesnice | Osijecko-baranjská       | Valpovo              | 506                        |
| Harmica               | vesnice | Záhřebská                | Brdovec              | 232                        |
| Hartje                | vesnice | Záhřebská                | Žumberak             | 43                         |
| Havidić Selo          | vesnice | Město Záhřeb             | Brezovica            | 53                         |
| Heki                  | vesnice | Istrijská                | Pazin                | 465                        |
| Hemuševec             | vesnice | Mezimuřská               | Prelog               | 281                        |
| Heraki                | vesnice | Istrijská                | Sveti Lovreč         | 16                         |
| Hercegovac            | opčina  | Bjelovarsko-bilogorská   | Hercegovac           | 1 267                      |
| Herešin               | vesnice | Koprivnicko-križevecká   | Koprivnica           | 666                        |
| Hižakovec             | vesnice | Krapinsko-zagorská       | Donja Stubica        | 112                        |
| Hižanovec             | vesnice | Koprivnicko-križevecká   | Sveti Petar Orehovec | 125                        |
| Hlapa                 | vesnice | Přímořsko-gorskokotarská | Dobrinj              | 62                         |
| Hlapičina             | vesnice | Mezimuřská               | Mursko Središće      | 765                        |
| Hlebine               | opčina  | Koprivnicko-križevecká   | Hlebine              | 1 291                      |
| Hlevci                | vesnice | Přímořsko-gorskokotarská | Skrad                | 16                         |
| Hlevnica              | vesnice | Krapinsko-zagorská       | Đurmanec             | 277                        |
| Hodilje               | vesnice | Dubrovnicko-neretvanská  | Ston                 | 214                        |
| Hodinci               | vesnice | Karlovacká               | Ozalj                | 28                         |
| Hodošan               | vesnice | Mezimuřská               | Donji Kraljevec      | 1 311                      |
| Homer                 | vesnice | Přímořsko-gorskokotarská | Lokve                | 269                        |
| Homoljac              | vesnice | Licko-senjská            | Plitvička Jezera     | 16                         |
| Horvati               | vesnice | Město Záhřeb             | Brezovica            | 1 490                      |
| Horvatsko             | vesnice | Varaždinská              | Ivanec               | 143                        |
| Hosnik                | vesnice | Přímořsko-gorskokotarská | Skrad                | 1                          |
| Hotnja                | vesnice | Záhřebská                | Pokupsko             | 236                        |
| Hrastelnica           | vesnice | Sisacko-moslavinská      | Sisak                | 946                        |
| Hrastin               | vesnice | Osijecko-baranjská       | Vladislavci          | 327                        |
| Hrastina              | vesnice | Záhřebská                | Marija Gorica        | 157                        |
| Hrastina Samoborska   | vesnice | Záhřebská                | Samobor              | 750                        |
| Hrastje               | vesnice | Záhřebská                | Sveti Ivan Zelina    | 211                        |
| Hrastje Plešivičko    | vesnice | Záhřebská                | Jastrebarsko         | 165                        |
| Hrastovac             | vesnice | Bjelovarsko-bilogorská   | Garešnica            | 539                        |
| Hrastovac             | vesnice | Osijecko-baranjská       | Vuka                 | 173                        |
| Hrastovec Toplički    | vesnice | Varaždinská              | Varaždinske Toplice  | 207                        |
| Hrastovica            | vesnice | Sisacko-moslavinská      | Petrinja             | 507                        |
| Hrastovica Vivodinska | vesnice | Karlovacká               | Ozalj                | 0                          |
| Hrastovljan           | vesnice | Varaždinská              | Martijanec           | 453                        |
| Hrastovsko            | vesnice | Varaždinská              | Ludbreg              | 760                        |
| Hrašća                | vesnice | Záhřebská                | Jastrebarsko         | 139                        |
| Hrašće Turopoljsko    | vesnice | Město Záhřeb             | Novi Zagreb - istok  | 1 202                      |
| Hrašćica              | vesnice | Varaždinská              | Varaždin             | 1 283                      |
| Hrašćina              | opčina  | Krapinsko-zagorská       | Hrašćina             | 115                        |
| Hrboki                | vesnice | Istrijská                | Barban               | 188                        |
| Hrebine               | vesnice | Záhřebská                | Pušća                | 321                        |
| Hrebinec              | vesnice | Záhřebská                | Brckovljani          | 237                        |
| Hreljići              | vesnice | Istrijská                | Marčana              | 116                        |
| Hreljin               | vesnice | Přímořsko-gorskokotarská | Bakar                | 2 206                      |
| Hreljin Ogulinski     | vesnice | Karlovacká               | Ogulin               | 595                        |
| Hrgovec               | vesnice | Koprivnicko-križevecká   | Sveti Petar Orehovec | 24                         |
| Hrib                  | vesnice | Přímořsko-gorskokotarská | Čabar                | 109                        |
| Hribac                | vesnice | Přímořsko-gorskokotarská | Skrad                | 20                         |
| Hrkanovci Đakovački   | vesnice | Osijecko-baranjská       | Trnava               | 191                        |
| Hrnjanec              | vesnice | Záhřebská                | Sveti Ivan Zelina    | 469                        |
| Hrnjevac              | vesnice | Požežsko-slavonská       | Kutjevo              | 174                        |
| Hromec                | vesnice | Krapinsko-zagorská       | Đurmanec             | 426                        |
| Hrsina                | vesnice | Karlovacká               | Bosiljevo            | 51                         |
| Hrsovo                | vesnice | Koprivnicko-križevecká   | Sveti Ivan Žabno     | 268                        |
| Hršak Breg            | vesnice | Krapinsko-zagorská       | Krapinske Toplice    | 150                        |
| Hršćevani             | vesnice | Splitsko-dalmatská       | Podbablje            | 421                        |
| Hrtić                 | vesnice | Sisacko-moslavinská      | Dvor                 | 106                        |
| Hrušćica              | vesnice | Záhřebská                | Rugvica              | 168                        |
| Hruševec              | vesnice | Krapinsko-zagorská       | Donja Stubica        | 447                        |
| Hruševec Kupjenski    | vesnice | Záhřebská                | Zaprešić             | 453                        |
| Hruševec Pušćanski    | vesnice | Záhřebská                | Pušća                | 260                        |
| Hruškovec             | vesnice | Záhřebská                | Rakovec              | 71                         |
| Hruškovica            | vesnice | Záhřebská                | Preseka              | 53                         |
| Hrvace                | opčina  | Splitsko-dalmatská       | Hrvace               | 1 637                      |
| Hrvatska Dubica       | opčina  | Sisacko-moslavinská      | Hrvatska Dubica      | 987                        |
| Hrvatska Kostajnica   | město   | Sisacko-moslavinská      | Hrvatska Dubica      | 2 127                      |
| Hrvatski Čuntić       | vesnice | Sisacko-moslavinská      | Petrinja             | 86                         |
| Hrvatski Leskovac     | vesnice | Město Záhřeb             | Novi Zagreb - zapad  | 2 687                      |
| Hrvatsko              | vesnice | Přímořsko-gorskokotarská | Delnice              | 49                         |
| Hrvatsko Polje        | vesnice | Licko-senjská            | Otočac               | 215                        |
| Hrvatsko Selo         | vesnice | Sisacko-moslavinská      | Topusko              | 333                        |
| Hrvatsko Žarište      | vesnice | Karlovacká               | Krnjak               | 39                         |
| Hrženica              | vesnice | Varaždinská              | Sveti Đurđ           | 948                        |
| Hrženica              | vesnice | Záhřebská                | Krašić               | 135                        |
| Hudi Bitek            | vesnice | Město Záhřeb             | Brezovica            | 441                        |
| Hudovljani            | vesnice | Koprivnicko-križevecká   | Sokolovac            | 150                        |
| Hudovo                | vesnice | Záhřebská                | Rakovec              | 90                         |
| Hum                   | vesnice | Viroviticko-podrávská    | Voćin                | 98                         |
| Hum                   | vesnice | Istrijská                | Buzet                | 30                         |
| Hum Bistrički         | vesnice | Krapinsko-zagorská       | Marija Bistrica      | 520                        |
| Hum Košnički          | vesnice | Krapinsko-zagorská       | Desinić              | 105                        |
| Hum na Sutli          | opčina  | Krapinsko-zagorská       | Hum na Sutli         | 1 238                      |
| Hum Stubički          | vesnice | Krapinsko-zagorská       | Gornja Stubica       | 607                        |
| Hum Varoš             | vesnice | Viroviticko-podrávská    | Voćin                | 40                         |
| Hum Zabočki           | vesnice | Krapinsko-zagorská       | Zabok                | 457                        |
| Humac                 | vesnice | Splitsko-dalmatská       | Jelsa                | 0                          |
| Humljani              | vesnice | Viroviticko-podrávská    | Čačinci              | 181                        |
| Husain                | vesnice | Sisacko-moslavinská      | Kutina               | 1 002                      |
| Husinec               | vesnice | Krapinsko-zagorská       | Hrašćina             | 104                        |
| Husje                 | vesnice | Karlovacká               | Karlovac             | 201                        |
| Hutin                 | vesnice | Záhřebská                | Krašić               | 129                        |
| Hvar                  | město   | Splitsko-dalmatská       | Hvar                 | 3 738                      |